# HD 114783
HD 114783 är en ensam stjärna belägen i den mellersta delen av stjärnbilden Jungfrun. Den har en skenbar magnitud av ca 7,56 och kräver åtminstone en handkikare för att kunna observeras. Baserat på parallax enligt Gaia Data Release 2 på ca 47,4 mas, beräknas den befinna sig på ett avstånd på ca 69 ljusår (ca 21 parsek) från solen. Den rör sig närmare solen med en heliocentrisk radialhastighet på ca -12 km/s.

## Egenskaper
HD 114783 är en orange till gul stjärna i huvudserien av spektralklass K0 V. Den har en radie som är ca 0,8 solradier och har ca 0,5 gånger solens utstrålning av energi från dess fotosfär vid en effektiv temperatur av ca 5 100 K.

## Planetsystem
År 2001 fann California and Carnegie Planet Search team en exoplanet i omlopp kring HD 114783. Upptäckten gjordes vid Keckobservatoriet.
| Planet | Massa             | Halv storaxel (AE) | Siderisk omloppstid (d) | Excentricitet | Inklination | Radie |
| ------ | ----------------- | ------------------ | ----------------------- | ------------- | ----------- | ----- |
| b      | >1,034±0,0,089 MJ | 1,169±0,068        | 496,9±2,3               | 0,085±0,033   | -           | -     |